# Elegant Gothic Aristocrat
Elegant Gothic Aristocrat är en stil som utvecklats ur den japanska subkulturen Elegant Gothic Lolita. Kläderna är oftast, likt inom Elegant Gothic Lolita, svarta och dekorerade med krås, spets och snörning. Inspiration hämtas ofta ifrån den viktorianska tidsepokens klädnader.